# András Schubert
András Schubert (9 d'abril de 1946) és un químic i gestor d'informació hongarès. Es doctorà en química a la Universitat de Tecnologia i Economia de Budapest. El 1979 entrà a formar part del Grup de Recerca en Ciències de la Informació i Cienciometries (SSRU) de l'Acadèmia de Ciències d'Hongria. Com a cap del Servei de Bibliometria d'aquesta institució dirigí molts projectes de recerca, publicà més de cent articles i impartí molts cursos i conferències. La seva principal àrea de recerca és la construcció i anàlisi dels indicadors cienciomètrics, particularment els de nivell macro, com també l'estudi de les estructures en xarxa de les comunitats de recerca científica. Actualment és científic sènior de l'Institut de Recerca en Polítiques Científiques de l'Acadèmia de Ciències d'Hongria i editor de la revista Scientometrics. El 1993 va rebre la medalla Derek de Solla Price